# Antonia Spazzer Palm
Antonia Spazzer Palm   (Pest, 17 de febrer de 1823 - valor desconegut) fou una soprano hongaresa d'origen alemany.
Era filla d'un capità austríac i germana de la famosa cantant Louise. Tots dos van ser ensenyats pel famós pedagog vienès Giovanni Gentiluomo (1809-86), que llavors es va casar amb Louise Spazzer (des de llavors va actuar com Mme Gentiluomo-Spazzer). Als 16 anys Antonia Spazzer va debutar al "Theater am Kärtnertor" de Viena com a Jemmy a Guillaume Tell de Rossini. Hi va cantar alguns papers el 1839, però el 1839 va anar amb la seva germana Louise Spazzer-Gentiluomo i el seu marit al "Hoftheater" de Hannover, on tots dos artistes van tenir molt èxit. El 1842 les germanes van fer una aparició convidada a Berlín; Allí es va oferir a Antonia Spazzer un compromís, però això no es va materialitzar després d'una objecció de Hannover.
La cantant es va traslladar llavors a l'Òpera de Wroclaw el 1843; El 1844 es va casar amb un comerciant anomenat Palm i des de llavors ha cantat amb el nom de Spazzer-Palm. Les aparicions als teatres d'òpera de Viena i Hamburg van tenir un èxit brillant; a l'Opera de la Cort de Berlín va fer aparicions a Euryanthe de Weber com a parella de la famosa Jenny Lind. Del 1845 al 1849 va ser membre de l'Òpera de la cort de Stuttgart; El 1849 va fer una actuació com a convidada a Londres amb el famós baríton Johann Baptist Pis. El 1850 va ser compromesa amb l'Òpera de Dresden Court, però va fer una compareixença a l'Òpera de la Cort de Múnic i s'hi va allotjar, però va fer nombroses aparicions als teatres alemanys.
Després d'haver-se retirat de l'escenari durant algun temps, va tornar a aparèixer al "Viena Theatre am Kärntnertor" el 1864, però va tenir poc èxit. El seu repertori era molt extens i incloïa fonamentalment papers dramàtics com Ifigenia a Iphigénie en Tauride (Gluck), els personatges titulars de Norma i Jessonda de Bellini i de Spohr respectivament, el Valentine a Les Huguenots de Meyerbeer i Leonore a Fidelio, però també Rosina a El barber de Sevilla de Rossini i Adina a L'elisir d'amore de Donizetti. Gran cantant de concerts.